# Sacura margaritacea
Sacura margaritacea är en fiskart som först beskrevs av Hilgendorf, 1879.  Sacura margaritacea ingår i släktet Sacura och familjen havsabborrfiskar. Inga underarter finns listade i Catalogue of Life.